# Macustus grisescens
Macustus grisescens — вид цикадок із ряду клопів, єдиний у роді Macustus.

## Опис
Цикадки розміром 4—5 мм. Кремезні, з тупокутно-закруглено виступаючою вперед головою. Тім'я поперечне, перехід рила в тім'я закруглений.